# Tournefortia subspicata
Tournefortia subspicata là loài thực vật có hoa trong họ Mồ hôi. Loài này được Donn. Sm. miêu tả khoa học đầu tiên năm 1898.